# COVID-19 в Гамбии
Пандемия COVID-19 достигла Гамбии в марте 2020 года.

## Общие сведения
12 января 2020 года Всемирная организация здравоохранения (ВОЗ) подтвердила, что новый коронавирус стал причиной респираторного заболевания в группе людей в городе Ухань (провинция Хубэй, Китай), о котором ВОЗ узнала 31 декабря 2019 года.
Летальность от COVID-19 намного ниже, чем у SARS, пандемия которого произошла в 2003 году, однако заразность нового заболевания намного выше, что приводит к повышенной смертности.
Самая большая больница в Гамбии — это Малый учебный госпиталь им. Эдварда Фрэнсиса (EFSTH), который является третичной больницей направления в столице Банжул. В 2012 году сообщалось о наличии трех других третичных больниц, 38 медицинских центров и 492 пунктов первичной медицинской помощи. Основными причинами смертности в стране являются малярия и туберкулез. В стране есть две медицинские школы: Университет Гамбии и Американский международный университет в Западной Африке. Руководство политическим здравоохранением обеспечивается министром здравоохранения и социальной защиты, который в настоящее время является Ахмаду Ламином Самате, бывшим главным медицинским директором EFSTH.

### Профилактика заболеваний
Согласно Национальному стратегическому плану сектора здравоохранения на 2014—2020 годы, борьба с болезнями и профилактика в Гамбии являются обязанностью эпидемиологии и борьбы с болезнями (EDC). EDC является координационным центром для комплексного эпиднадзора за болезнями и ответных мер (IDSR).

## Пандемия COVID-19

### Ответ ВОЗ
31 декабря 2019 года Всемирная организация здравоохранения (ВОЗ) была проинформирована о скоплении случаев пневмонии неизвестной причины в городе Ухань, Китай. 30 января 2020 года эта вспышка была объявлена чрезвычайной ситуацией в области общественного здравоохранения, имеющей международное значение (PHEIC), и, в свою очередь, ВОЗ охарактеризовала её как пандемию с 11 марта.
О первом случае COVID-19 в Гамбии было сообщено 17 марта, он проходил курс лечения в отделении MRC Специализированной клиники Гамбии в Фаджаре. Пациентом была женщина тридцатилетнего возраста, которая 15 марта приехала в Гамбию из Великобритании и после того, как почувствовала лихорадку, самоизолировалась. Министерство здравоохранения заявило, что находится в процессе установления связи и изоляции всех пассажиров на рейсе.

### Правительственные меры
Зарубежные поездки государственных должностных лиц были приостановлены циркуляром, выпущенным президентом Адамой Бэрроу 13 марта. Бэрроу приказал закрыть все университеты и прекратить все собрания 17 марта. 18 марта заседания Национальной ассамблеи и слушания Комиссии по установлению истины, примирению и репараций были приостановлены. 19 марта полёты из 13 стран были приостановлены. Пассажиры, прибывающие из ещё 47 стран, должны будут пройти обязательный 14-дневный карантин.
Единственный объект, способный проводить тестирование COVID-19 в стране — это MRC Unit The Gambia. Согласно их веб-сайту, тестирование проводится только по предварительной записи, организованной по номеру телефона специалиста Министерства здравоохранения.

## Ответ
Правительства Гамбии и её единственного соседа Сенегал договорились закрыть свою границу на 21 день, начиная с 23 марта, за исключением «основных услуг» и транспортировки продуктов питания и лекарств. Воздушное пространство Гамбии также было закрыто, за исключением медицинских рейсов и перевозки грузов. Министр здравоохранения Ахмаду Ламин Самате признал, что принудительное закрытие границы было сложной задачей, но сказал, что закрытие важно для борьбы с COVID-19.
27 марта президент Адама Бэрроу объявил чрезвычайное положение, распорядился о местах отправления культа и второстепенных делах, запретив собрания более 10 человек и ограничив количество пассажиров в общественном транспорте.
28 марта фонды Джека Ма и Alibaba передали Гамбии наборы для тестов и средства индивидуальной защиты, чтобы помочь в борьбе с пандемией.

## Влияние
Пандемия повлияла на индустрию туризма, которая имеет ключевое значение на страну. Были закрыты многие рестораны и отели, только несколько отелей остались открытыми для туристов, оказавшихся в затруднительном положении из-за ограничений на поездки.